# Флаг Башкурдистана
Флаг Башкурдистана (баш. Башҡурдистан флагы) — официальный национальный и государственный флаг Башкурдистана, первой Башкирской Республики, существовавшей с 1917 по 1919 год.

## Описание
Официальное признание флаг получил в фармане №4547 башкирского правительства, от 19 июня 1918 года. Ранее информация о флаге была закреплена в положении о Малой Башкирии, фактически башкирской Конституции от 21 января 1918 года в разделе «О печати, гербе, флаге и знамени».
В статье 90 Конституции сказано: Правительство Башкирии имеет свои национальные: большую печать, герб, флаг и войсковое знамя, описание которых при сем прилагается;
В статье 92 Конституции сказано: Большая печать хранится у председателя правительства, герб, флаг и войсковое знамя находятся в зале Присутствия Правительства, охраняемые почетным караулом, который оставляет охрану во время заседаний правительства;
В статье 93 Конституции сказано: При открытии сессии курултая печать вручается председателю курултая, а герб, флаг и войсковое знамя с воинскими почестями переносится в зал заседаний курултая и по окончании сессии, обратно с такими же почестями, - в зал Присутствия Правительства;
Флаг представляет собой триколорное полотнище: сверху голубой, посередине зелёный, снизу белый. Впредь до решения вопроса на Курултае данным фарманом по Башкортостану объявляется и вводится [как символичный] национальный голубой цвет тюркских племен (милли төрки кабиләләре төсе) и присущий исламу (галэмэт булган) зеленый цвет, а также белый цвет миролюбия, касающегося и присоединения [к России], порядка и т. д., - цвета этнонациональных братьев. Расположатся [цвета]: сверху голубой, посередине зеленый, внизу белый. - сказано в фармане №4547.

## Использование флага в настоящее время
После распада СССР правительство Башкортостана планировало восстановить национальный флаг, но депутаты парламента Коми в 1991 году опередили Башкортостан, и приняли соответствующий флаг, как флаг Республики Коми.
Флаг в настоящее время используется, как символ Башкурдистана. Он популярен у башкирских националистов, которые продолжают его использовать. Также флаг регулярно использовался организациями «Башкорт» и Кук-Буре.
С 2022 года флаг используется ротой «Башкорт» в составе ВСУ.